# Flugsicht

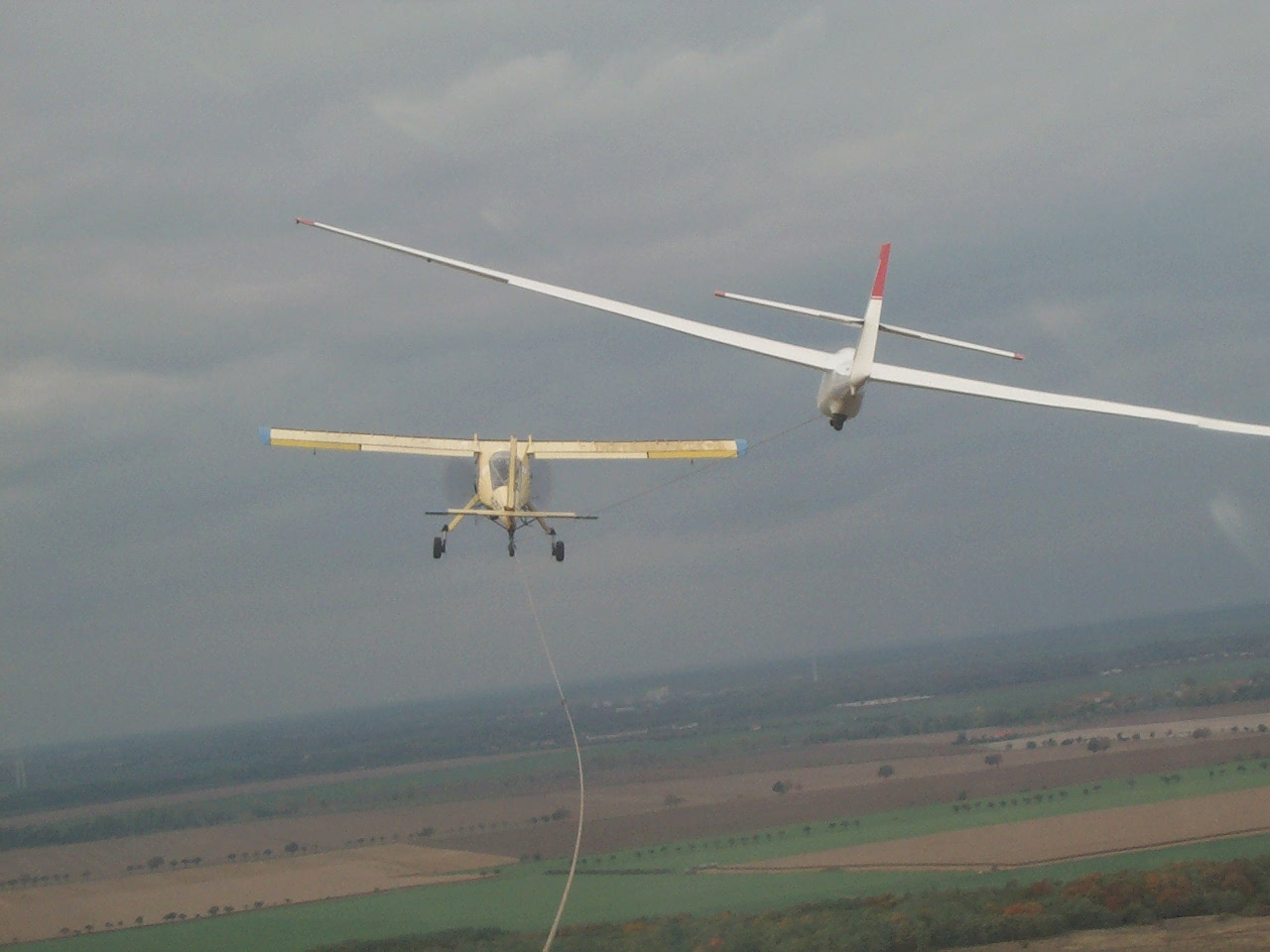
Blick aus dem Cockpit eines Segelflugzeuges bei einem Doppelschlepp bei mäßiger Flugsicht

Als Flugsicht (englisch visibility) bezeichnet man in der Luftfahrt die horizontale Sicht in Flugrichtung aus dem Cockpit eines im Flug befindlichen Luftfahrzeuges. Sie wird vom Luftfahrzeugführer bestimmt. 
Sicht ist in dem Zusammenhang die durch atmosphärische Verhältnisse bedingte und in Entfernungseinheiten ausgedrückte Möglichkeit, bei Tag auffallende, unbeleuchtete Gegenstände und bei Nacht auffallende, beleuchtete Gegenstände zu sehen und zu erkennen. Von Bedeutung ist die Flugsicht insbesondere beim Sichtflug, siehe dazu Visual Meteorological Conditions.
Im Gegensatz dazu versteht man unter Bodensicht (englisch: ground visibility) die horizontale Sicht auf einem Flugplatz. Die Sicht aus dem Cockpit nach unten bezeichnet man als Erdsicht.